# Cerveza de abedul

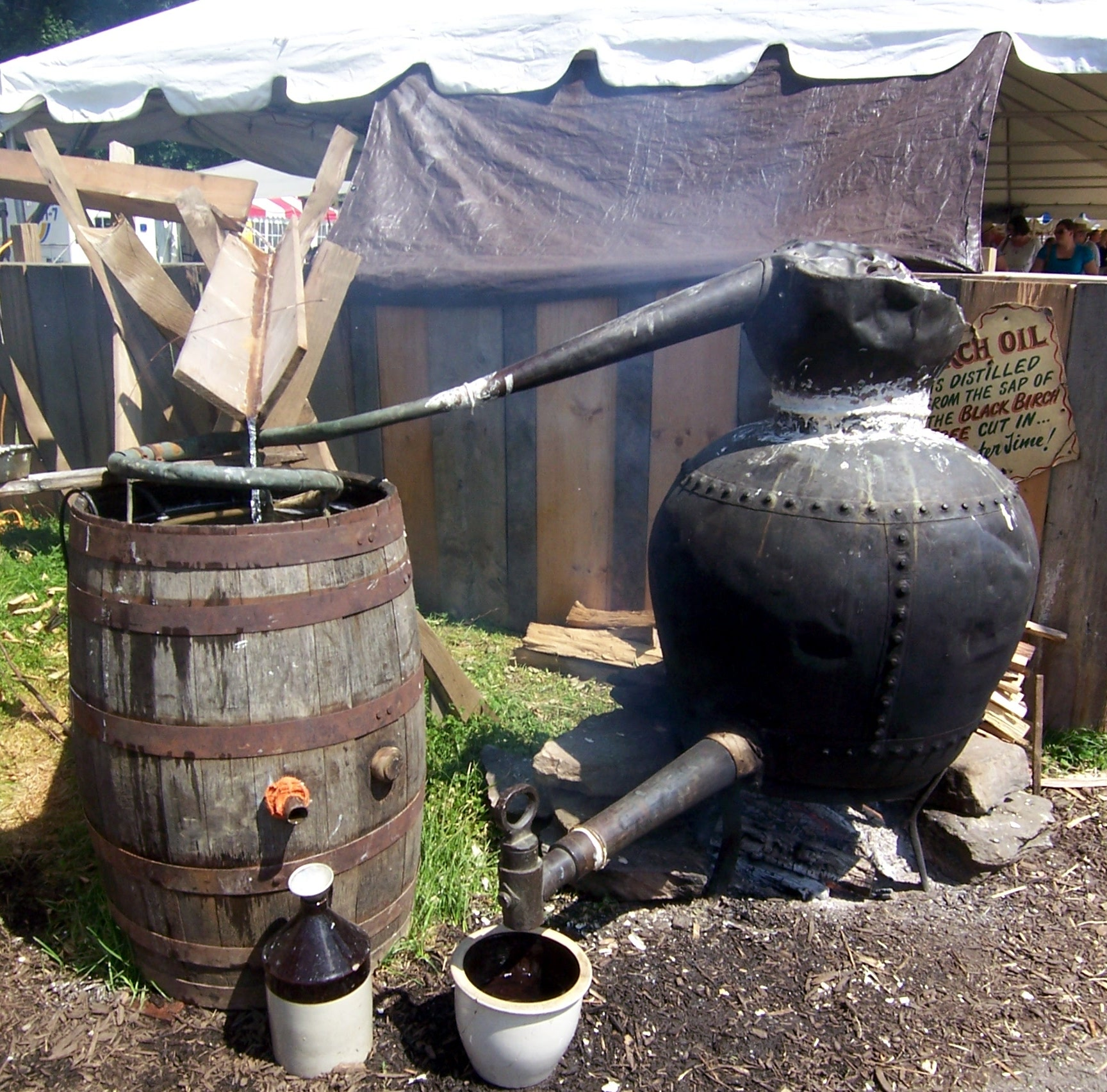
Cerveza de abedul de trabajo todavía en el Festival Folclórico de Kutztown. El letrero dice: "El aceite de abedul se destila de la savia del abedul negro..."

La cerveza de abedul es una bebida, comúnmente encontrada como un refresco carbonatado hecho de extractos de hierbas y corteza de abedul. Originalmente se hizo a partir de extractos de cortezas de roble y pino (que a veces se combinan). Hay docenas de marcas de cerveza de abedul disponibles.

## Ingredientes
El único ingrediente utilizado en todas las recetas de cerveza de abedul es la savia de abedul. La mayoría de las recetas usan algo de fermentación, pero la cantidad de alcohol en la bebida depende de la marca. El proceso de fermentación del jarabe de abedul se realiza mediante levadura de panadería. El proceso de fermentación se realiza para descomponer el azúcar en alcohol. Otros ingredientes comunes incluyen azúcar, canela, vainas de vainilla y agua. Las recetas caseras de cerveza de abedul también incluyen miel y malta.

## Preparación de extracto de abedul
También hay disponibles varios tipos de cerveza de abedul hecha de corteza de abedul, que se distinguen por el color. El color depende de la especie de abedul de la que se extrae el aceite de abedul (aunque comúnmente se presentan mejoras por coloración artificial). Los colores populares incluyen marrón, rojo, azul y transparente (a menudo llamado cerveza de abedul blanco), aunque otros son posibles.
Después de recolectar la corteza, se destila para hacer aceite de abedul. El aceite se agrega a la bebida carbonatada para darle el sabor distintivo, que recuerda a la gaulteria y al salicilato de metilo. El abedul negro es la fuente más común de extracto en la región noreste de los Estados Unidos, donde esa especie es autóctona.

## Variedades de cerveza de abedul
La cerveza de abedul se encuentra más comúnmente en el nordeste de los Estados Unidos y Terranova en Canadá.
En el país lechero del sureste y centro de Pensilvania, un refresco helado hecho con helado de vainilla y cerveza de abedul se llama "flotador de cerveza de abedul", mientras que el helado de chocolate y la cerveza de abedul forman una "vaca negra".

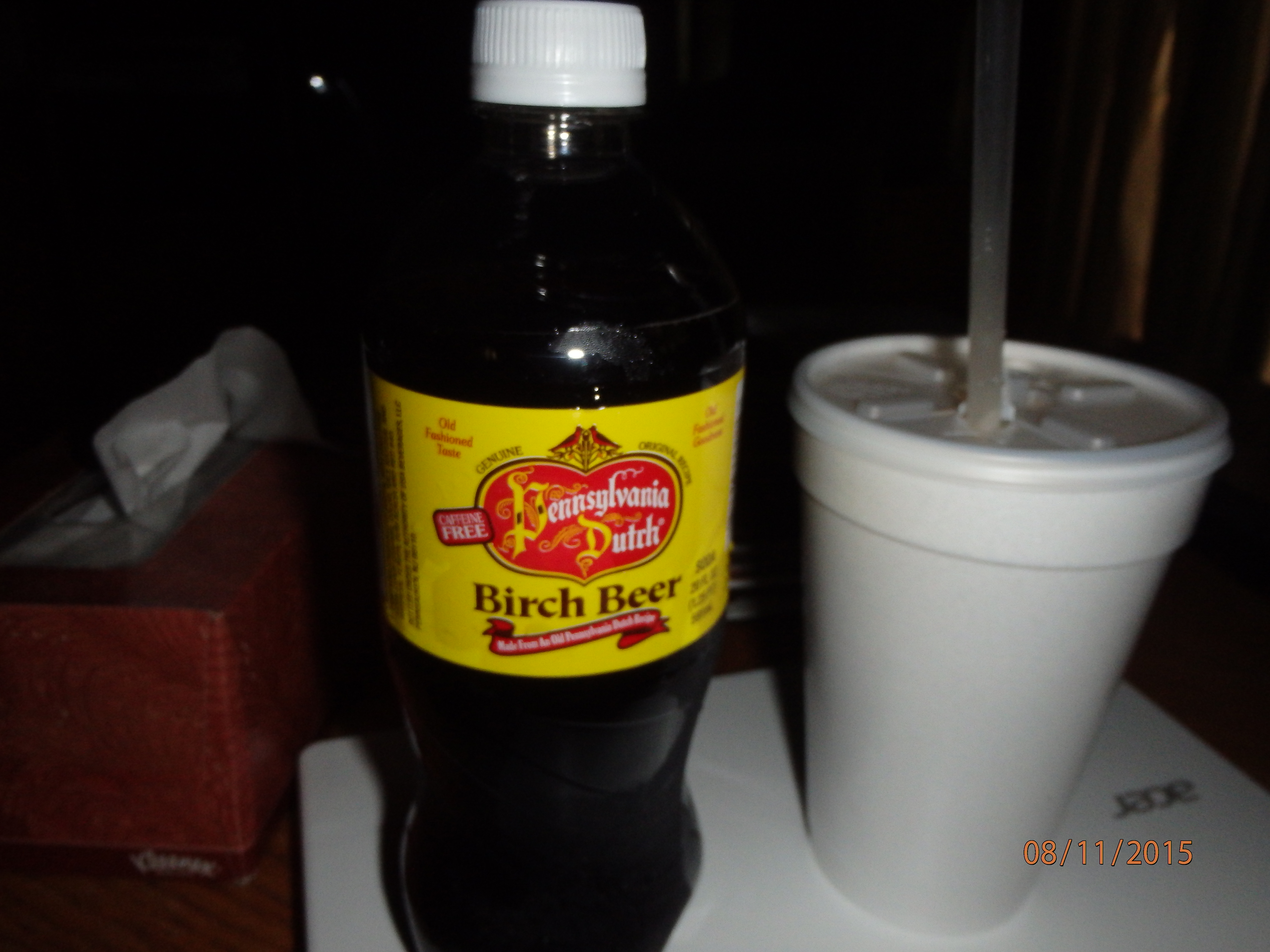
Cerveza de abedul de la marca Pennsylvania Dutch

La cerveza de abedul alcohólica, en la que se fermenta la savia de abedul, se conoce desde al menos el siglo XVII. La siguiente receta es de 1676:

A cada galón de lo cual, agréguense una libra de azúcar refinada, y déjese hervir como un cuarto o media hora; luego déjelo enfriar y agréguele un poco de levadura, y fermentará, y por lo tanto se purgará de esa pequeña escoria que el licor y el azúcar pueden producir: luego póngalo en un barril y agregue una pequeña proporción de canela y maza magullada, alrededor de media onza de ambos a diez galones; luego se para muy bien, y alrededor de un mes después se embotella; y en pocos días tendrás un vino muy delicado y vivo de un sabor como el del Rin. Sus espíritus son tan volátiles que pueden romper las botellas, a menos que se coloquen en un refrigerador, y cuando se vierten, dan una espuma blanca en el vaso. Este licor no es de larga duración, a menos que se conserve muy fresco. La cerveza elaborada con este jugo o savia se considera muy sana.